# Circus Maximus (Rome)

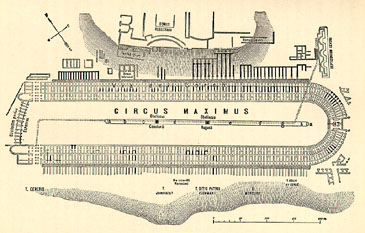
Grondplan van het Circus Maximus

Het Circus Maximus (Latijn voor grootste circus, in het Italiaans Circo Massimo) was in de oudheid een groot stadion in het centrum van Rome. Het circus werd voornamelijk gebruikt voor de populaire wagenrennen.

## Vroege geschiedenis
Het Circus Maximus was gebouwd in de vallei tussen de Palatijn en Aventijn. Volgens de overlevering hield Romulus op deze plaats het Consualia-festival, waarbij de Sabijnse maagdenroof plaatsvond. Tijdens dit festival organiseerde Romulus paardenrennen, die zo boeiend waren dat niemand nog zijn ogen ervan af kon houden. Zo konden de Romeinen de aanwezige Sabijnen verrassen en hun dochters ontvoeren.
In de 6e eeuw v.Chr. liet de vijfde koning van Rome, Tarquinius Priscus, op dezelfde plaats de eerste aanzet tot het Circus Maximus bouwen. De beek die door de vallei stroomde, werd gekanaliseerd en overbrugd. De Romeinen zaten op de glooiende hellingen van de heuvels om naar de races te kijken die werden georganiseerd vanwege het feest van het Oktoberpaard.

## Bouw van het Circus Maximus
In de Republikeinse tijd werden voor het eerst houten tribunes gebouwd. Titus Livius vermeldt dat de eerste carceres, de stallen en startkooien voor de paarden, in 329 v.Chr. zijn gebouwd. De renbaan zelf werd in tweeën gedeeld door een 217 meter lange verhoging, de spina (Latijn voor ruggengraat). Dit was oorspronkelijk de beek die door het dal liep en die later werd gekanaliseerd en gedeeltelijk overdekt. Binnen het circus werd de beek Euripus genoemd en het water stroomde altijd onder de spina door. Op de uiteinden van de spina stonden de metae (eindpalen) waar de wagens om heen moesten rijden. De spina bood verder plaats aan een aantal kleine heiligdommen zoals de Ara Consi en uiteindelijk twee Egyptische obelisken.
Julius Caesar begreep goed dat het volk brood en spelen wilde hebben en liet het Circus rond 50 v.Chr. verder uitbreiden. De renbaan bereikte toen zijn maximale grootte van 600 meter lang en 225 meter breed. Keizer Augustus liet de keizerlijke loge bouwen en haalde in 10 v.Chr. de eerste obelisk uit Egypte die op de spina werd geplaatst. In de tijd van keizer Claudius werden de eerste (gedeeltelijk) stenen tribunes gebouwd. Deze tribunes werden volledig verwoest bij de grote brand van Rome in 64. Het Circus Maximus werd volledig herbouwd met stenen tribunes die met marmer bekleed werden. De senaat liet in 81 in de korte oostelijke zijde de grote triomfboog ter ere van keizer Titus bouwen. Deze boog had drie doorgangen en diende als toegang tot het Circus.
Zijn opvolger, keizer Domitianus liet een nieuw paleis bouwen op de Palatijn. Dit paleis had een groot balkon dat uitkeek op het Circus Maximus, zodat de keizerlijke familie vanuit het paleis naar de races kon kijken. Trajanus liet het circus nogmaals op grootse wijze herstellen na een nieuwe verwoestende brand. Het circus was toen drie verdiepingen hoog met aan de buitenzijde open arcaden. In de arcaden op de begane grond waren allerlei winkels, wedkantoren en bordelen gevestigd. Na Trajanus is het Circus Maximus niet meer wezenlijk uitgebreid. Diverse keizers lieten het wel restaureren en verfraaien. Keizer Constantius II liet in de 4e eeuw nog een tweede obelisk uit Egypte overkomen en plaatste die ook op de spina. De spina was inmiddels geëvolueerd in een gemetseld bouwwerk waarop behalve de obelisken ook verscheidene tempeltjes, standbeelden en zelfs een groep bronzen palmbomen stonden.
Op het hoogtepunt van het Romeinse Rijk konden ongeveer 150.000 toeschouwers in het circus plaatsnemen om de wedstrijden te aanschouwen, maar er zijn ook bronnen die 250.000 tot 400.000 toeschouwers vermelden. Gezien de beschikbare ruimte lijkt dat aantal echter overdreven. In het Circus Maximus mochten vrouwen en mannen gewoon naast elkaar plaatsnemen, iets wat in het Colosseum en de theaters zeker niet gebruikelijk was.
Het Circus Maximus is tot 549 in gebruik geweest. In de eeuwen daarna raakte het sterk in verval. De tribunes werden afgebroken zodat de stenen en het marmer gebruikt konden worden om nieuwe kerken en paleizen te bouwen. Na de Renaissance was er al bijna niets meer van het grote bouwwerk overgebleven. Op de renbaan verschenen industriële gebouwen, die pas in de 20e eeuw werden afgebroken, toen Benito Mussolini dit historische terrein wilde gebruiken voor zijn grote publieke manifestaties en tentoonstellingen.

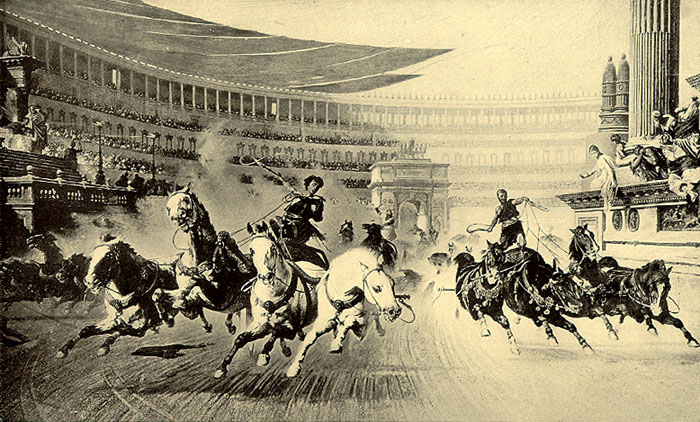
Wagenrennen in een Romeins circus

## De wagenrennen
Hoewel er ook gladiatorengevechten, atletiekwedstrijden en ander publiek vermaak werden gehouden, was het Circus hoofdzakelijk bedoeld voor wagenrennen. Op de aangewezen feestdagen werden vanaf de tijd van keizer Nero 24 races per dag gehouden. In uitzonderlijke gevallen kon dit zelfs oplopen tot zelfs 100 races per dag.
De wedstrijden bestonden uit vier teams, die ieder een politieke stroming vertegenwoordigden; de Roden (Russata), de Groenen (Prasina), de Witten (Albata) en de Blauwen (Veneta). Meestal werd er met een vierspan gereden, maar soms reden ze ook met acht paarden. De wagens startten vanuit de carceres waar twaalf startkooien naast elkaar stonden. De magistraat belast met de organisatie van de spelen gaf het startsein waarna de hekken van de kooien opengingen.
In een vijf kilometer lange race moesten de wagens zeven keer om de spina heen rijden. Bij de metae, de keerpalen op de hoeken van de spina, was het de bedoeling om de bocht zo kort mogelijk te nemen om zo de tegenstanders te hinderen. Veel wagens sloegen hier om, waarbij het regelmatig voorkwam dat de menners uit de wagens vielen, werden meegesleurd door de paarden en zo de dood vonden. Dit tot groot vermaak van het Romeinse publiek. Op de spina stonden aan beide uiteinden zeven eieren en zeven, met water gevulde, bronzen dolfijnen opgesteld, waarmee de verreden rondes werden afgeteld. Bij iedere doorkomst werd een ei verwijderd en een dolfijn omgekiept zodat het water in een marmeren bak terechtkwam.
De menners waren veelal slaven of vrijgelatenen met een lage sociale status. Zij konden door de grote populariteit van de wagenrennen echter veel roem vergaren. Vrouwen werden verliefd op hen en dichters droegen hun werk aan ze op. De grootste menner aller tijden was Diocles. Hij behaalde 1462 overwinningen in 4257 races.

## Het Circus tegenwoordig

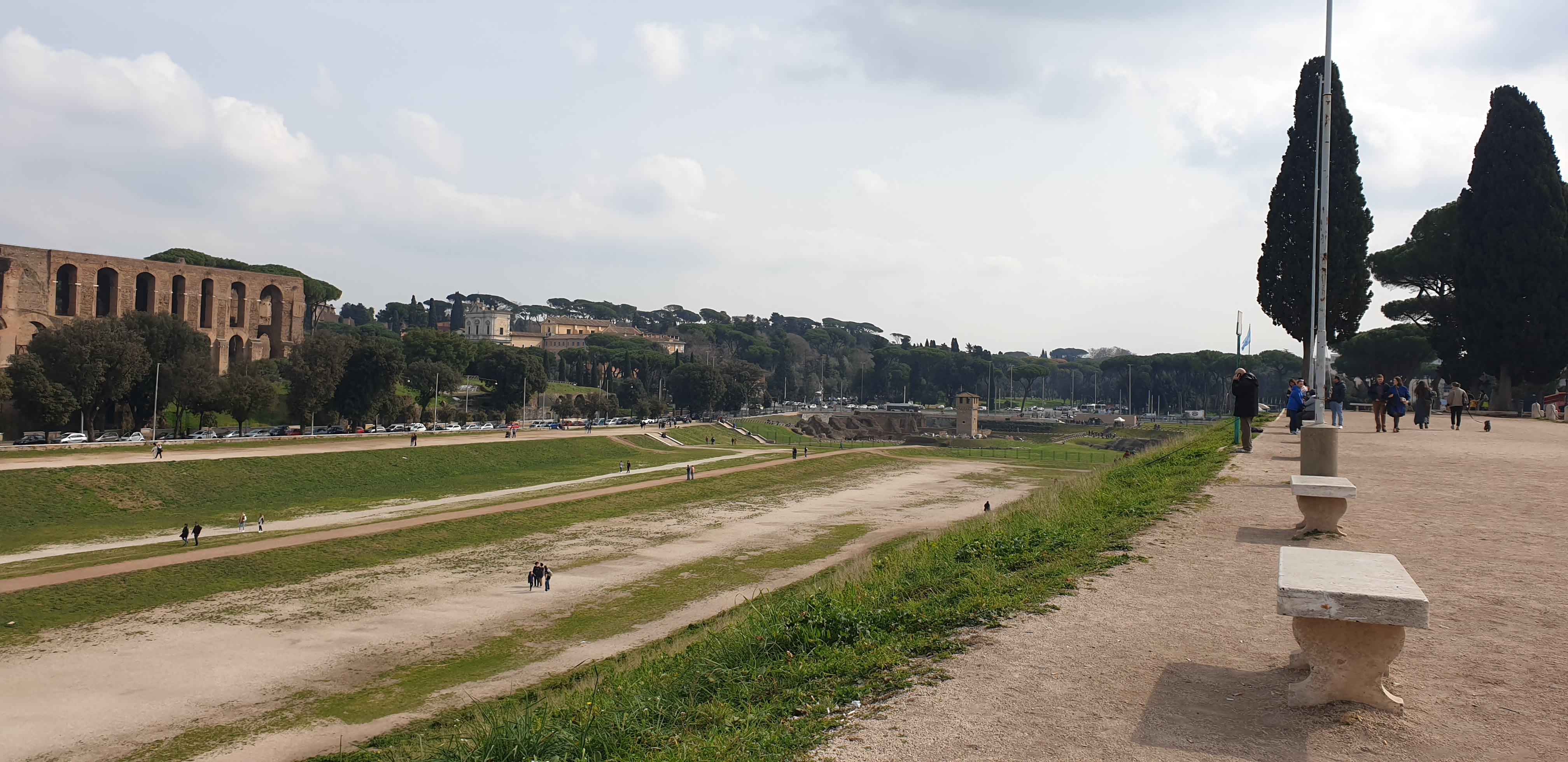
Het Circus Maximus tegenwoordig

Er resteert alleen nog maar een klein gedeelte van de tribunes in de zuidoostelijke hoek van het Circus. Een aantal van de onderste arcaden zijn hier nog te zien. De twee obelisken die vroeger op de spina stonden zijn in de 16e eeuw opgegraven en op andere plaatsen in Rome weer opgericht. De obelisk van Augustus staat op het Piazza del Popolo, die van Constans II staat naast de basiliek van Sint-Jan van Lateranen. Van de voormalige renbaan is verder alleen nog een grasvlakte met de spina te zien, die nu als park, trimbaan en manifestatieterrein wordt gebruikt. In 2005 vond op het terrein van het Circus Maximus het Live 8 concert van Rome plaats, er waren toen zo'n 200.000 bezoekers. Een jaar later waren naar schatting een miljoen mensen aanwezig bij de huldiging van het Italiaans voetbalelftal dat in Duitsland wereldkampioen werd.
Met ingang van juni 2008 werden er opgravingen gedaan in het Circus Maximus. Ook moesten de resterende delen in oorspronkelijke staat hersteld worden; zo werd de spina beter zichtbaar gemaakt en werd het resterende deel van de tribune gerestaureerd en publiek toegankelijk gemaakt. Bij de opgravingen werden ook fragmenten aangetroffen van de Boog van Titus. Deze en andere vondsten worden op een afgebakend terrein tentoongesteld. Andere vondsten die werden gedaan zijn ondergebracht in het nieuwe Museo di Roma. Een informatiestand over de opgravingen werd ingericht in de middeleeuwse Torre della Moletta, aan de zuidoostkant van het Circus. Het Circus Maximus maakt nu deel uit van de grote archeologische zone die in het centrum van Rome wordt ingericht. Op 16 november 2016 werd het Circus weer officieel geopend.

## Overige circussen
Het Circus Maximus was het oudste en grootste circus van Rome. Naast het Circus Maximus werden er in de oudheid nog vier circussen in Rome gebouwd.

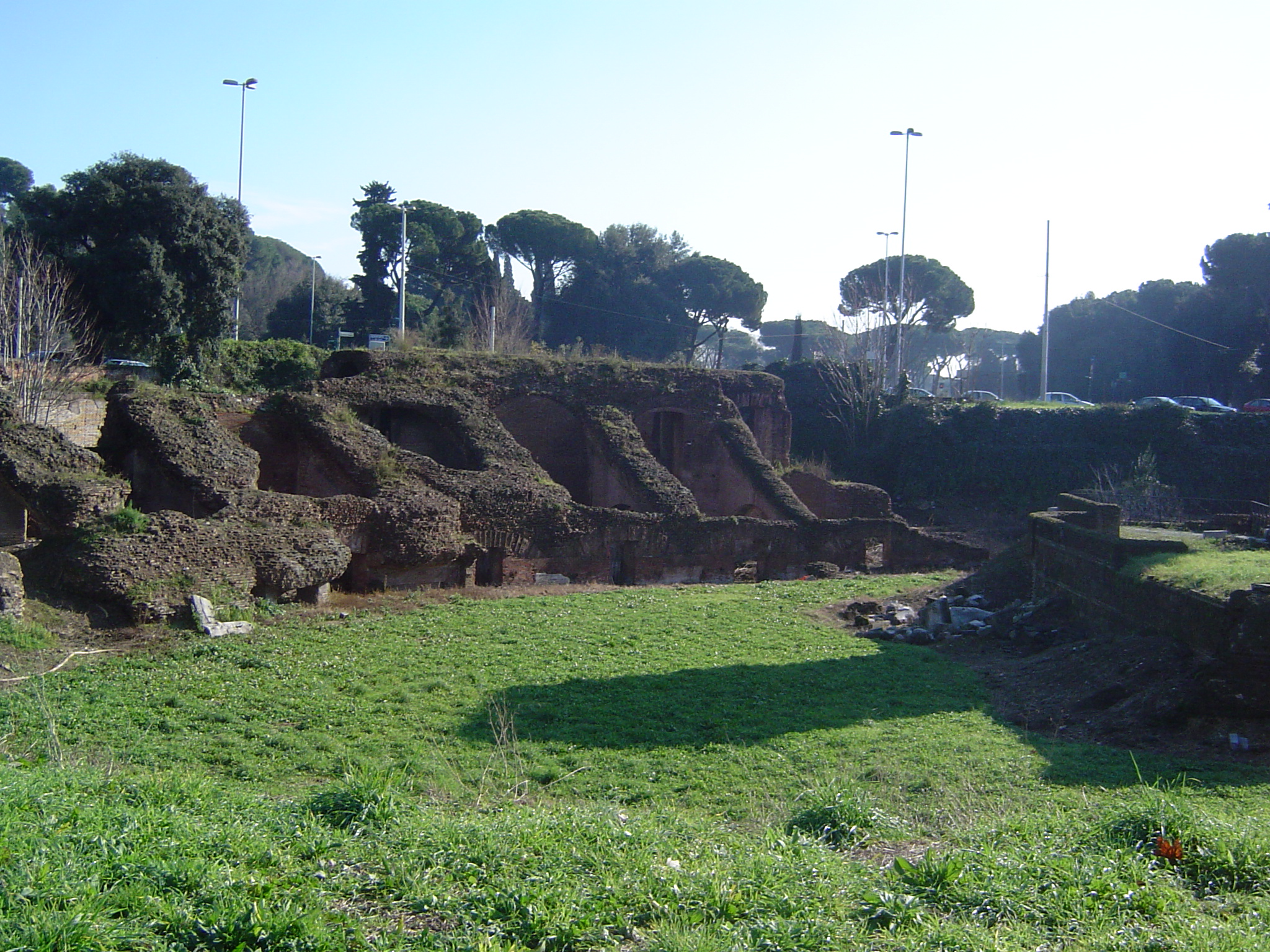
Het Circus Flaminius, op het Marsveld.
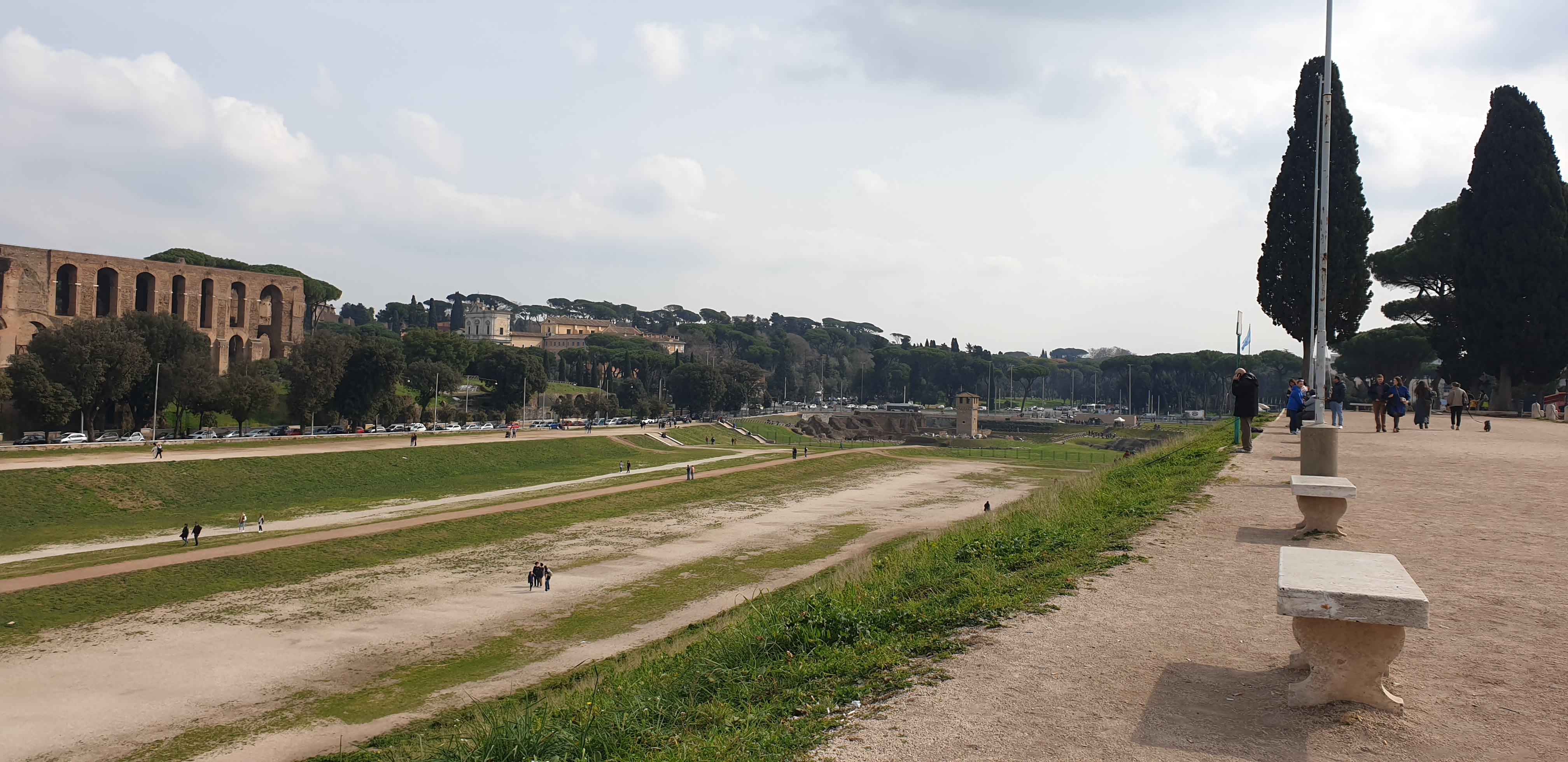
Het Circus van Nero, op de Vaticaanheuvel. Hier werd Petrus gekruisigd en is later de Sint-Pieter basiliek gebouwd.
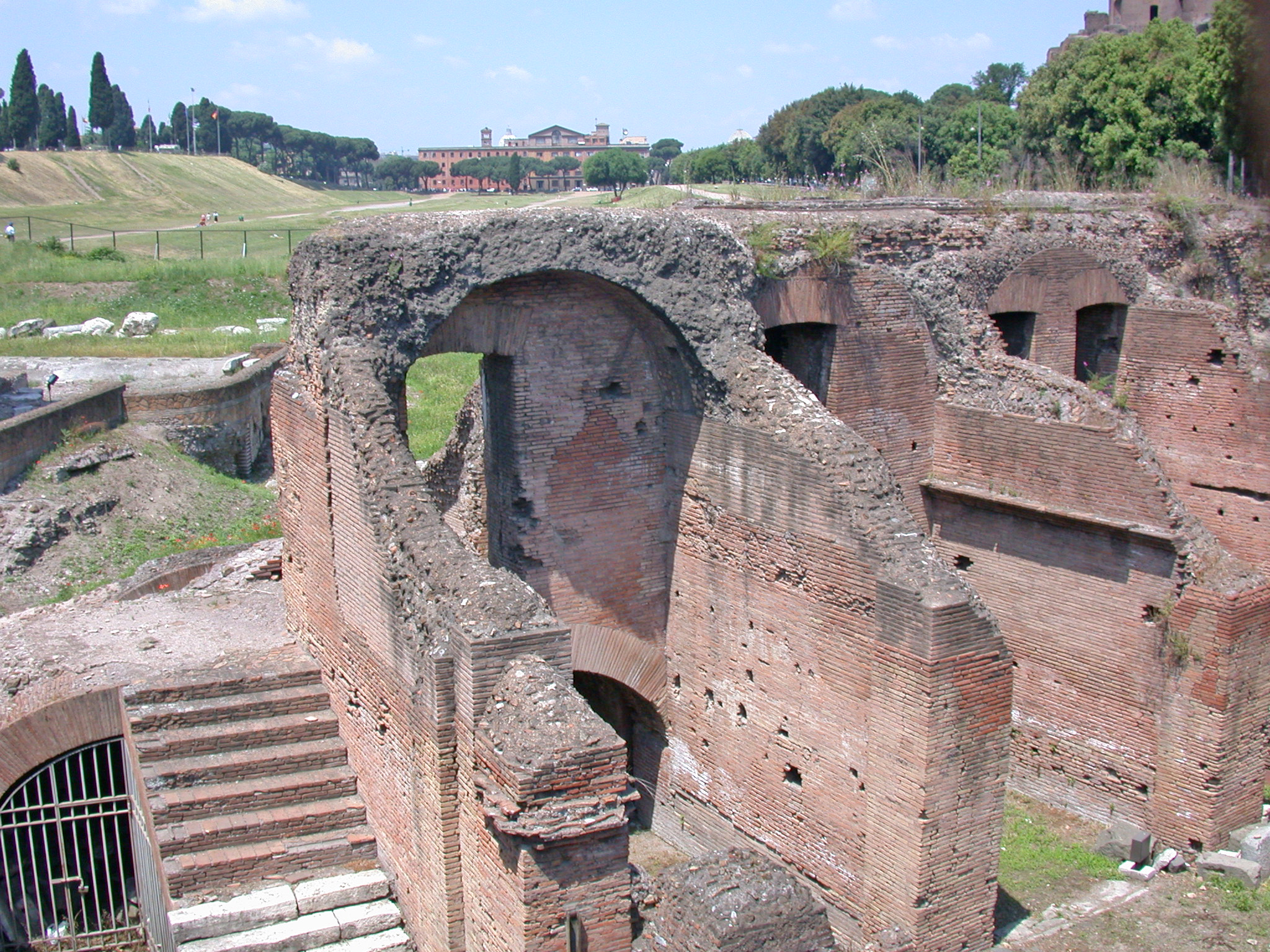
Het Circus Varianus, behorend bij het Sessorium, het keizerlijke paleiscomplex gebouwd door Septimius Severus en Heliogabalus.
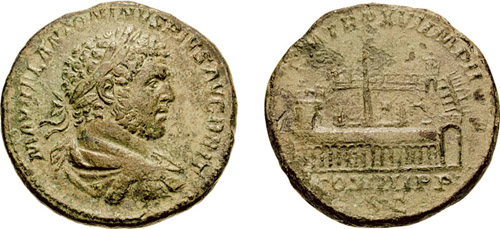
Het Circus van Maxentius, buiten de stadsmuur aan de Via Appia.